# Olesicampe pallidipes
Olesicampe pallidipes là một loài tò vò trong họ Ichneumonidae.